# Kratochviliella
Kratochviliella Miller, 1938 è un genere di ragni appartenente alla famiglia Linyphiidae.

## Etimologia
Il nome deriva dall'aracnologo Josef Kratochvíl.

## Distribuzione
L'unica specie oggi attribuita a questo genere è stata reperita in Europa.

## Tassonomia
A seguito di uno studio degli aracnologi Wunderlich e Nicolai del 1984, si è stabilito che non è un sinonimo posteriore di Pelecopsis Simon, 1864 (contra però un lavoro degli aracnologi Prószynski & Starega del 1971 e un altro dello stesso Wunderlich del 1972); né è sinonimo posteriore di Hypomma Dahl, 1886 (contra un lavoro di Millidge del 1977).
A dicembre 2011, si compone di una specie:
- Kratochviliella bicapitata Miller, 1938[3] — Europa

### Sinonimi
- Kratochviliella pilawskii (Czajka, 1968); questi esemplari, trasferiti qui dal genere Pelecopsis Simon, 1864, sono stati riconosciuti sinonimi di K. bicapitata Miller, 1938, a seguito di un lavoro di Prószynski & Starega del 1971[1].